# Penniverpa dives
Penniverpa dives är en tvåvingeart som beskrevs av Ignaz Rudolph Schiner 1868. Penniverpa dives ingår i släktet Penniverpa och familjen stilettflugor. Inga underarter finns listade i Catalogue of Life.